# Lądowisko Powodowo
Lądowisko Powodowo – lądowisko powstałe w 2008 roku w Powodowie, w gminie Wolsztyn, w województwie wielkopolskim, ok. 6 km na zachód od Wolsztyna. Posiada ono trawiastą drogę startową o długości 600 m. Właścicielem lądowiska jest Zespół Szkół Rolniczych i Technicznych im. Hipolita Cegielskiego – Technikum Lotnicze.